# Skjoldungegletsjer
De Skjoldungegletsjer (Deens: Skjoldungebræ) is een gletsjer in Nationaal park Noordoost-Groenland in het oosten van Groenland. 
De gletsjer is vernoemd naar het grote eiland Skjoldungen (63°19′N 41°30′W) in het zuidoosten van Groenland.

## Geografie
De gletsjer is noord-zuid georiënteerd en heeft een lengte van meer dan 18 kilometer. Ze heeft meerdere zijtakken die onderweg bij de hoofdtak komen. Ze mondt in het noorden uit in het Segelsällskapetfjord en in het oosten in de Koning Oscarfjord.
De gletsjer ligt in het uiterste noorden van de Stauningalpen (Scoresbyland). Op ongeveer vijf kilometer naar het westen ligt de Linnégletsjer en op meer dan tien kilometer naar het zuidoosten de Bersærkergletsjer.